# Colette Meek
Pour les articles homonymes, voir Meek.
Colette Meek est une joueuse de volley-ball  canadienne née le 25 juillet 1986 à Edmonton, Alberta. Elle mesure 1,86 m et joue centrale.

## Clubs
| Club                  | Pays       | De        | À         |
| --------------------- | ---------- | --------- | --------- |
| ASU Sun Devils        | États-Unis | 2004-2005 | 2007-2008 |
| USSP Albi Volley-Ball | France     | 2008-2009 | 2008-2009 |
| MÁV Előre             | Hongrie    | 2010-2011 | 2010-2011 |
| Svedala VBK           | Suède      | 2012-2012 | …         |